# Vrh pri Mlinšah
Vrh pri Mlinšah – wieś w Słowenii, w gminie Zagorje ob Savi. W 2018 roku liczyła 44 mieszkańców.